# SM Tb 96 F
SM Tb 96 F – austro-węgierski torpedowiec z okresu I wojny światowej, typu 82F. Po wojnie służył w Jugosławii pod nazwą T 7. Podczas II wojny światowej służył w marynarce włoskiej, następnie niemieckiej (jako TA 34) i chorwackiej (jako T 7). Zatonął 25 czerwca 1944 roku.

## Historia służby
SM Tb (Torpedowiec Jego Cesarskiej Mości) 96 F wszedł do służby w marynarce Austro-Węgier 10 listopada 1916 roku, jako 15. (przedostatni) okręt typu Tb 82F. 21 maja 1917 roku nazwę skrócono do SM Tb 96. Służył bojowo podczas I wojny światowej, biorąc udział w akcjach na Adriatyku, między innymi nieudanej próbie przerwania blokady Cieśniny Otranto w czerwcu 1918 roku. W nocy 4/5 kwietnia 1918 roku Tb 96 wziął udział w operacji specjalnej, holując pod Ankonę kuter z 60 marynarzami, którzy mieli zdobyć i uprowadzić stamtąd włoskie kutry torpedowe, lecz plan się nie powiódł i uczestnicy rajdu zostali wzięci do niewoli.
Tb 96, podobnie jak pozostałe jednostki typu, przetrwał wojnę, po czym w 1920 roku przekazano go Jugosławii w ramach reparacji (wraz z Tb 87, 93 i 97 oraz czterema torpedowcami zbliżonego typu Tb 74T). Po wcieleniu do marynarki jugosłowiańskiej (Jugoslovenska mornarica) otrzymał nazwę T 7.
W kwietniu 1941 roku został zdobyty przez wojska włoskie i wcielony do marynarki włoskiej (Regia Marina) z zachowaniem nazwy T 7. Po kapitulacji Włoch, został zdobyty przez Niemców w Szybeniku i 11 września 1943 roku przejęty przez Kriegsmarine pod oznaczeniem TA 34 (według innego źródła, nie jest jednak jasne, czy zdążył otrzymać przewidziane oznaczenie przed zatopieniem, ponieważ jego stan techniczny nie pozwalał na służbę liniową).
8 lutego 1944 roku zapadła decyzja o wyremontowaniu i przekazaniu okrętu marynarce Niepodległego Państwa Chorwackiego, pod poprzednim oznaczeniem T 7. Dowódcą torpedowca został Kapitänleutnant Ivan Lotz. 12 czerwca 1944 roku 11 chorwackich członków załogi zdezerterowało i przeszło na stronę partyzantów, którzy dowiedzieli się od nich o planowanym przejściu okrętu do stoczni w Fiume. Umożliwiło to brytyjskim ścigaczom artyleryjskim MGB-659 i MGB-662 oraz torpedowemu МТВ-670 (typu Fairmile D) przeprowadzenie skutecznego ataku w nocy z 24 na 25 czerwca 1944 roku. Uszkodzony i płonący T 7 został wyrzucony na brzeg wyspy Murter i spłonął. Straty wśród załogi wyniosły trzech zabitych i 11 zaginionych, w tym dowódca okrętu. Wrak podniesiono i złomowano w 1953 roku.

## Opis
Tb 96 F wyposażony był w dwa kotły parowe typu Yarrow, współpracujące z dwoma turbinami parowymi AEG-Curtiss. Okręt uzbrojony był początkowo w dwie armaty kalibru 66 mm L/30, pojedynczy karabin maszynowy Schwarzlose oraz dwie podwójne wyrzutnie torped kalibru 450 mm. Od 1917 roku rufową armatę 66 mm mocowano na okrętach tego typu na podstawie umożliwiającej prowadzenie ognia do celów powietrznych.
W Jugosławii zamieniono armaty na działa uniwersalne 66 mm L/45 Skoda i dodano drugi karabin maszynowy. Załogę stanowiły 52 osoby.
W służbie niemieckiej i chorwackiej uzbrojenie stanowiły dwie armaty 66 mm, dwa działka plot. 20 mm, 2 karabiny maszynowe i dwie wyrzutnie torpedowe 450 mm (jeden aparat torpedowy). Załogę stanowiło 35 osób.